# Triumph TR65 Thunderbird
La Triumph TR65 Thunderbird è una motocicletta prodotta dalla casa motociclistica inglese Triumph dal 1981 al 1983.

## Contesto
Costruita presso lo stabilimento di Meriden, la TR65 ha reintrodotto la denominazione Thunderbird utilizzata per la prima volta sulla 6T Thunderbird del 1949. Dalla moto è stata derivata nel 1983 un modello da competizione, la Daytona 600, che però non è mai stata prodotta in serie.
La moto è dotata di un motore a due cilindri in linea dalla cilindrata di 648,7 cm³ con sistema di raffreddamento ad aria; il cambio è a cinque rapporti con innesti frontali.

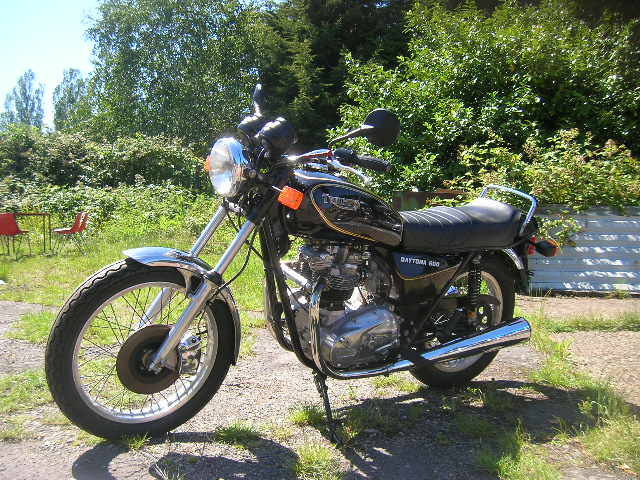
Prototipo di una Triumph Daytona 600 del 1983

## Storia e descrizione
La TR65 montava un bicilindrico parallelo da 649 cm³, che era una versione a corsa corta del motore da 750 cc installato sulla Triumph Bonneville T140. Ciò rese il motore più vivace con una migliore risposta dell'acceleratore ma con la coppia massima eroga a regimi di rotazione più elevati. La TR65 è alimentata da un singolo carburatore Amal da 30 mm.
I costi furono ridotti adottando un unico silenziatore e utilizzando un freno posteriore a tamburo in luogo di un più costoso freno a disco. Nella strumentazione al posto del contagiri, sulla parte destra c'erano le spie e l'interruttore di accensione. Molte parti, comprese gli scarichi e le sospensioni posteriori Girling, vennero verniciate in nero anziché essere cromate. Vennero montati pneumatici Dunlop Gold Seal al posto dei più costosi Avon Roadrunner adottate invece dalla gamma da 750 cc.
Nel biennio 1981-1982 fu prodotta anche una versione fuoristradista con accensione elettronica chiamata TR65T Tiger Trail.